# Pelagische Eilanden

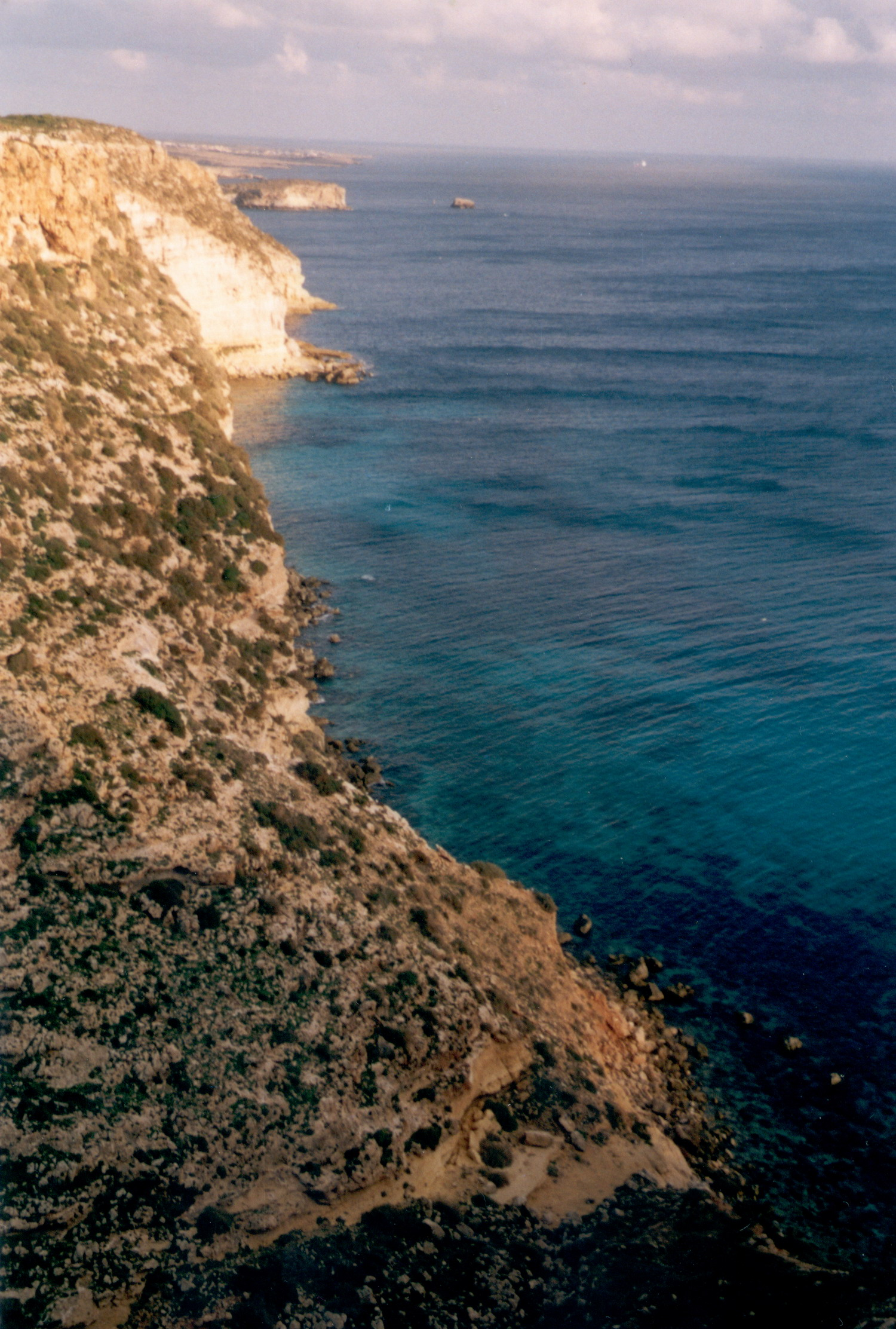
Lampedusa

De Pelagische Eilanden (Italiaans: Isole Pelagie, Siciliaans: Isuli Pilaggi) zijn een vulkanische eilandengroep in de Middellandse Zee, ongeveer 100 kilometer ten oosten van Tunesië. De eilanden horen bij Italië. Geologisch behoren ze tot het Afrikaanse continent. Tot 1978 werd door Tunesië aanspraak gemaakt op de eilanden. Sinds de Italiaans-Tunesische akkoorden wordt het door Tunesië erkend.
De drie eilanden van de archipel zijn in afnemende grootte:
- Lampedusa
- Linosa
- Lampione

Alleen Lampedusa en Linosa zijn bewoond. Samen tellen zij ongeveer 5500 inwoners.
De eilanden vormen samen de gemeente Lampedusa e Linosa, zijn bestuurlijk onderdeel van de autonome regio Sicilië en behoren tot de provincie Agrigento.
Vanuit het Siciliaanse Porto Empedocle wordt een veerverbinding met Lampedusa onderhouden.

## Geschiedenis
Historisch gezien waren de Pelagische eilanden een landingsplaats en een maritieme basis voor de oude Feniciërs, Grieken, Romeinen, Berbers en later ook Saracenen en Ottomanen. Aan het einde van de middeleeuwen werden de eilanden een onderdeel van het Koninkrijk Sicilië.